# Nothopsyche longicornis
Nothopsyche longicornis är en nattsländeart som beskrevs av Nakahara 1914. Nothopsyche longicornis ingår i släktet Nothopsyche och familjen husmasknattsländor. Inga underarter finns listade i Catalogue of Life.